# Valverde del Fresno
Valverde del Fresno est une commune de la province de Cáceres dans la communauté autonome d'Estrémadure en Espagne.

## Culture et patrimoine

### Langue
Une grande partie de la population parle le valverdeiru, l'une des trois variantes de la Fala. En valverdeiru le nom de la commune est Valverdi du Fresnu.